# Authaemon stenonipha
Authaemon stenonipha är en fjärilsart som beskrevs av Turner 1919. Authaemon stenonipha ingår i släktet Authaemon och familjen mätare. Inga underarter finns listade i Catalogue of Life.